# Breve informazione
La Breve informazione è il nome convenzionalmente attribuito a una scrittura storiografica riconducibile a Bartolomeo Caracciolo detto Carafa, personaggio trecentesco. Il titolo deriva dall'incipit Breve informacione tracta de diverse croniche che fay a vuy nostro signore rey Luyse lo vostro fidelissimo vassallo Bartholomeo Caraczolo dicto Carrafa cavaliere de Napoli. 
Si tratta di un'epitome di storia del Regno di Napoli, dalle origini della monarchia alla morte di Roberto d'Angiò.

## Tradizione filologica
Il destino filologico della scrittura si accompagna, in sostanza, a quello della anonima Cronaca di Partenope. Tuttavia, la Breve informazione è parzialmente tramandata anche dalla cinquecentesca Cronaca del Fuscolillo, che, nel terzo libro, ne riproduce un pezzo riadattato dallo stesso compilatore della cronaca, il canonico Gasparro Fuscolillo, con alcune contaminazioni dovute all'aggiunta di notizie su Sessa Aurunca e con un ampliamento «con riferimenti alla storia di re Ladislao fino alle vicende del principe di Rossano».

## Autore
L'autore, Bartolomeo Caracciolo, è stato riconosciuto nell'omonimo nobile, funzionario e diplomatico del Regno, nato intorno al 1300 e morto il 7 dicembre 1362. 
La Breve informazione è dedicata a Luigi di Taranto, re consorte di Giovanna I d'Angiò, che lo aveva sposato in seconde nozze. 
L'epoca di composizione dell'opera è collocabile tra il 1348 e il 1362. Il terminus ante quem può essere ulteriormente abbassato al 1350, se si considera, verso la fine dell'opera, un accenno al re di Francia Filippo VI di Valois, dato ancora per vivente.

## Fonti
Non si conoscono quali siano le fonti cronachistiche di cui l'autore parla nell'incipit. 
Bartolommeo Capasso ha proposto che una delle fonti sia il Sommario Latino che dà inizio alla Cronaca del Fuscolillo, opportunamente tradotto e ampliato. Tale ipotesi è stata messa in dubbio da Gennaro Maria Monti, in La "Cronaca di Partenope", premessa all'edizione critica, pubblicata in «Annali del Seminario giuridico economico della Università di Bari», V (1932).

### Sommario latinodellaCronaca del Fuscolillo
Si tratta di una succinta epitome di storia del Regno di Napoli, interamente in latino, in cui si rinvengono notizie ben note riguardanti l'epoca che va dai regni pre-normanni alla conquista normanna della Sicilia da parte di Roberto il Guiscardo, fino all'epoca Hohenstaufen, da Federico II di Svevia fino all'epilogo di Manfredi nella battaglia di Benevento, con un accenno finale alle vicende della rivolta del Vespro contro Carlo d'Angiò e alla "consegna" della Sicilia nelle mani di Pietro III d'Aragona.